# Pain Is So Close to Pleasure
Pain Is So Close to Pleasure is een nummer van de Britse rockband Queen. Het begon met een idee van gitarist Brian May waarna het nummer door bassist John Deacon en zanger Freddie Mercury werd geschreven. John Deacon speelt slaggitaar in het nummer.
Het werd uitgebracht als single in 1986 maar bereikte bijna nergens een hoge notering. In Nederland bereikte het plaats 26 in de Top 40 en plaats 43 in de Nationale Hitparade.
De titel van het nummer komt voor als tekstregel in het nummer "One Year of Love" van hetzelfde album.

## Hitnotering
| Pain is so close to pleasure in de Single Top 100 - binnen: 9 februari 1987 | Pain is so close to pleasure in de Single Top 100 - binnen: 9 februari 1987 | Pain is so close to pleasure in de Single Top 100 - binnen: 9 februari 1987 | Pain is so close to pleasure in de Single Top 100 - binnen: 9 februari 1987 | Pain is so close to pleasure in de Single Top 100 - binnen: 9 februari 1987 | Pain is so close to pleasure in de Single Top 100 - binnen: 9 februari 1987 | Pain is so close to pleasure in de Single Top 100 - binnen: 9 februari 1987 | Pain is so close to pleasure in de Single Top 100 - binnen: 9 februari 1987 | Pain is so close to pleasure in de Single Top 100 - binnen: 9 februari 1987 | Pain is so close to pleasure in de Single Top 100 - binnen: 9 februari 1987 | Pain is so close to pleasure in de Single Top 100 - binnen: 9 februari 1987 |
| Week                                                                        | 1                                                                           | 2                                                                           | 3                                                                           | 4                                                                           | 5                                                                           | 6                                                                           | 7                                                                           | 8                                                                           | 9                                                                           |                                                                             |
| --------------------------------------------------------------------------- | --------------------------------------------------------------------------- | --------------------------------------------------------------------------- | --------------------------------------------------------------------------- | --------------------------------------------------------------------------- | --------------------------------------------------------------------------- | --------------------------------------------------------------------------- | --------------------------------------------------------------------------- | --------------------------------------------------------------------------- | --------------------------------------------------------------------------- | --------------------------------------------------------------------------- |
| Nummer                                                                      | 47                                                                          | 43                                                                          | 51                                                                          | 50                                                                          | 59                                                                          | 51                                                                          | 71                                                                          | 71                                                                          | 79                                                                          | Uit                                                                         |